# Polizeiruf 110: Verloren
Verloren ist ein Fernsehfilm von Andreas Kleinert aus der Krimireihe Polizeiruf 110. Der im Auftrag des Norddeutschen Rundfunks (NDR) produzierte Film wurde am 21. September 2003 erstgesendet. Hauptkommissar Jens Hinrichs (Uwe Steimle) und Hauptkommissar Tobias Törner (Henry Hübchen) ermitteln in diesem Fall.

## Handlung
Eine Frau wird in einem Boot aufgebahrt zwischen Blumen und Gemüse tot aufgefunden und muss von Hinrichs und Törner identifiziert werden. Kommissar Törner, der aus Berlin nach Schwerin gekommen und nun Hinrichs neuer Partner ist, wird zunächst als einziger Gast in einem Hotel untergebracht.
Kim, die Tochter des arbeitslosen Cross-Rennfahrer Carlo, findet an einem Rennwochenende heraus, dass sie dort nicht erwünscht ist, weil ihr Vater sich mit seiner neuen Freundin vergnügen möchte. Sie flieht unbemerkt und kommt bei dem sonderbaren Voyeur Klasen, der abgeschieden lebt, nachts unter. Auf der Suche nach der Identität der Toten im Boot stoßen die Ermittler ebenfalls auf den alten Klasen, bei dem sich Kim noch immer versteckt. Bei ihrem Besuch bemerken die Kommissare das elfjährige Mädchen jedoch nicht.
Die Obduktion der Leiche ergibt, dass die Frau bereits vor zwei Monaten erfroren war und nicht ermordet wurde. Später gibt der Einsiedler Klasen zu, die tote Frau in das Boot gelegt zu haben, um sie so auf feierliche Weise zu bestatten, wie er es mit seinen Tieren auch immer macht.
Die Mutter vermisst Kim zunächst nicht, da sie annimmt, dass sie doch mit ihrem Vater auf dem Rennen ist. Die einzige Angestellte des Hotels arbeitet inzwischen in einer Disco, wo Törner sie wiedersieht. Dort ist auch Kims Mutter Jeanette mit einer Freundin und versucht, junge Männer zu verführen und dabei kläglich scheitert. Erst als Carlo mit dem Siegerpokal aber ohne Kim am nächsten Tag nach Hause kommt, melden sie das Verschwinden der Polizei, die sofort eine Fahndung einleitet. Daraufhin erinnern sich Törner und Hinrichs wieder an Klasen, bei dem sie verdächtige Kleidungsstücke auf der Wäscheleine bei ihren Besuchen bemerkt hatten. Am nächsten Vormittag will Kim wieder nach Hause und verlässt Klasens Haus in Richtung der Bushaltestelle. Dort trifft Hinrichs sie wartend auf den Bus. Er will das Mädchen nach Hause bringen.
Am Ende des Films paddelt Törner im Kanu den Fluss hinauf und genießt die frische Luft.

## Hintergrund
Der Polizeiruf 110 Verloren ist eine Produktion der Allmedia Film & Fernseh GmbH und der Studio Hamburg im Auftrag des NDR für Das Erste. Es ist der erste Fall für Henry Hübchen als Hauptkommissar Tobias Törner und der 20. Fall für Uwe Steimle als Hauptkommissar Jens Hinrichs, der bereits mit dem von Kurt Böwe dargestellten Kurt Groth und Jürgen Schmidt als Holm Diekmann (bzw. Robert Dieckmann) ermittelte.

## Kritik
Die Kritiker der Fernsehzeitschrift TV Spielfilm vergaben die bestmögliche Wertung (Daumen nach oben) und beschrieben den Krimi als „originell“. In TV TODAY wird die Polizeiruffolge beschrieben als „... kein Krimi-Einerlei, sondern ein glänzend inszenierter und bebilderter Film über die Einsamkeit, der mit Humor überrascht.“ Auch Tittelbach ist voll des Lobes: „'Verloren' ist ein stiller, nachdenklich machender “Polizeiruf 110”. Ein filmästhetisches Ausnahmekrimidrama von Andreas Kleinert.“ Henry Hübchen gebe einen „bemerkenswerten Einstand auf ästhetisch hohem Niveau“. Unter der Regie von Andreas Kleinert würde „aus einem kreativ verhinderten Krimi ein atmosphärischer, bildgewaltiger Fernsehfilm, der sich eingräbt ins Gedächtnis des Zuschauers.“